# Hermès
Hermès International S.A., sau simplu Hermès este o casă de modă din Franța, fondată în 1837, care este specializată în pielărie, accesorii, parfumerie, bunuri de lux și prêt-à-porter.

## Istorie
Următorii designeri au lucrat de-a lungul timpului pentru: Lola Prusac, Jacques Delahaye, Catherine de Karolyi, Monsieur Levaillant, Nicole de Vesian, Eric Bergère, Claude Brouet, Tan Giudicelli, Marc Audibet, Mariot Chane, Martin Margiela, Jean-Paul Gaultier, Veronique Nichanian, Christophe Lemaire.